# Torr
El torr és una unitat de pressió que no pertany al SI. Deu el seu nom al físic i matemàtic italià Evangelista Torricelli. Originalment va ser definida com la pressió exercida per una columna d'un mil·límetre de mercuri, d'aquí ve que la unitat de pressió baromètrica també sigui coneguda com un mil·límetre de mercuri o 1 mmHg.

## Història

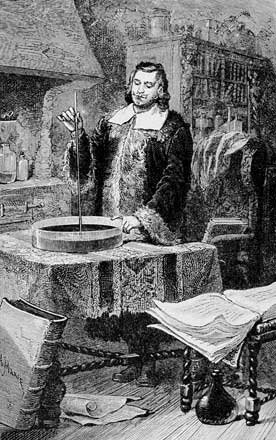
Torricelli treballant amb un baròmetre de mercuri.

Torricelli va presentar el primer baròmetre de mercuri en públic l'any 1644. Se li atribueix el donar la primera explicació moderna de la pressió atmosfèrica. Les petites fluctuacions en l'altura dels baròmetres eren ja conegudes pels científics de l'època, però serà a l'explicar aquestes fluctuacions com una manifestació dels canvis en la pressió atmosfèrica que naixerà la ciència de la meteorologia.
Amb el temps, els 760 mil·límetres de mercuri va arribar a ser considerat com la pressió atmosfèrica estàndard. No obstant això, el 1954, la definició d'atmosfera va ser revisada i canviada per la 10e Conférence Générale des Poids et Mesures(desena conferència de pesos i mesures) per la definició acceptada actualment: una atmosfera és igual a 101325 pascals . El torr va ser redefinit com a 1 / 760 d'una atmosfera. Aquest canvi en la definició de "torr" ha estat una font de confusió des de llavors.

## Factors de conversió
El mmHg està definit com a 13,5951 x 9,80665 = 133,322387415 Pa. Aquest és un nombre exacte, tot i que massa llarg per ser pràctic.
El torr està definit com a 1 / 760 d'una atmosfera, mentre que una atmosfera està definida com a 101325 Pa. Per tant, un Torr és igual a 101325/760 d'un Pa. La forma decimal d'aquesta fracció és (133,322368421 ...) periòdic.
La relació entre Torr i mmHg és: 
```
Torr = 0,999 999
857 533699 mmHg ...
 
1 mmHg = 1,000 000
142 466321 ...
 Torr 
```

MmHg i Torr difereixen entre si menys de 2 x 10 -7 Torr. La diferència entre una atmosfera (101325 Pa) i 760 mmHg (101325,0144354 Pa) és inferior a 0,2 μ Pa / Pa (menys del 0,00002%). Aquesta petita diferència és insignificant per a la majoria d'aplicacions exceptuant la meteorologia.